# Etta
Etta ist ein weiblicher Vorname.

## Herkunft und Bedeutung
Etta ist eine Nebenform von Edda und eine Kurzform von Namen, die auf -etta enden, wie Jamesetta, Marietta oder Violetta. 

## Namensträgerinnen
- Etta Baker (geb. Etta Lucille Reid; 1913–2006), US-amerikanische Blues-Sängerin und Gitarristin
- Etta Banda (* 1949), malawische Politikerin
- Etta Becker-Donner (geb. Violetta Donner; 1911–1975), österreichische Ethnologin
- Etta Cameron (1939–2010), dänische Jazz-, Gospel- und Blues-Sängerin
- Etta Cone (1870–1949), US-amerikanische Kunstsammlerin, siehe Schwestern Cone
- Etta Federn-Kohlhaas (geb. Marietta Federn; 1883–1951), österreichische Schriftstellerin und Übersetzerin
- Etta James (geb. Jamesetta Hawkins; 1938–2012), US-amerikanische Sängerin
- Etta Jones (1928–2001), US-amerikanische Jazzsängerin
- Etta Palm d’Aelders (1743–1799), niederländische Feministin
- Etta Scollo (* 1958), italienische Sängerin
- Etta Streicher (* 1977), deutsche Schauspielerin und Slam-Poetin
- Etta Wilken (* 1943), deutsche Behindertenpädagogin

## Fiktive Personen
- Etta Plum, Figur aus Unsere kleine Farm